# Istoria Timișoarei
Timișoara are o istorie îndelungată care începe cu antice așezări umane pe actuala vatră a orașului și mai apoi cu apariția primei cetăți fortificate, în jurul secolului XII. Cetatea a trecut prin diferite stăpâniri care i-au marcat profund cursul dezvoltării. A început să se dezvolte sub stăpânirea ungară a lui Carol Robert de Anjou, în secolul XIV, devenind pentru scurt timp și capitală a Regatului Ungar. Cetatea a fost apoi cucerită de otomani, în 1552, și pentru aproape două secole a devenit un important bastion militar turcesc. În 1716 istoria Timișoarei ia o puternică întorsătură, când cetatea e cucerită de Imperiul Habsburgic și începe reconstrucția și dezvoltarea orașului drept capitală a Banatului. Colonizarea Banatului face din Timișoara un adevărat centru multicultural și multiconfesional. Construcția canalului navigabil Bega dă un avânt puternic dezvoltării economice și a comerțului. Orașul cunoaște o perioadă de înflorire fără precedent, ajungând să primească numele de "Mica Vienă" ca recunoaștere a importanței și frumuseții lui. În 1919, Banatul se unește cu România și în Timișoara se instaurează pentru prima dată administrația română. Ocupația sovietică postbelică marchează începutul perioadei comuniste, perioadă care ia sfârșit în 1989 odată cu Revoluția anticomunistă: revoluție pornită tocmai din orașul de pe Bega.

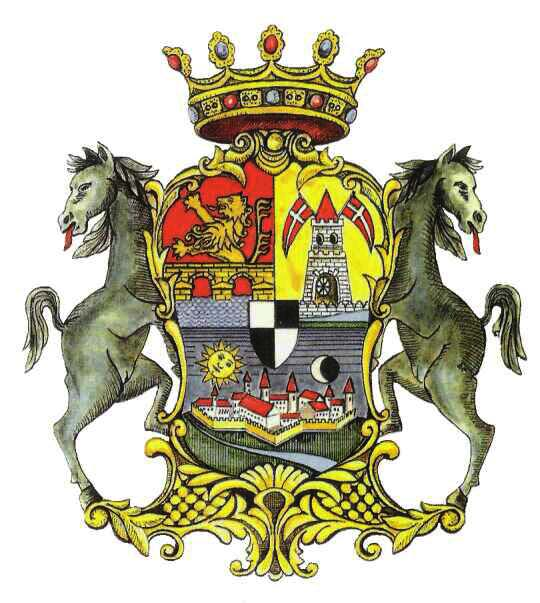
Vechea stemă a Timișoarei

## Timpuri străvechi
Primele urme ale prezenței omului pe teritoriul de astăzi al Timișoarei datează din neolitic, mai bine de 6.000 de ani în urmă. Poziția geografică a vetrei pe care s-a dezvoltat orașul Timișoara, aproape în centrul unei zone delimitate de trei artere importante de circulație (Mureș, Tisa, Dunărea), fertilitatea Câmpiei bănățene, luncile și mlaștinile întinse din preajmă au oferit, încă din vechime, condiții favorabile de hrană și viețuire a oamenilor. 
În cartierul Fratelia au fost descoperite vase ceramice aparținând culturii Vinca, iar în altă locație, un complex de locuințe și ceramică. De asemenea, au fost descoperite obiecte aparținând acestei perioade (anul 4000 î.Chr) în cartierele Cetate, Mehala și la Pădurea Verde. 
Referitor la perioada bronzului, cea mai relevantă descoperire este 
o necropolă de incinerație, în cartierul Fratelia, unde arheologii au scos la lumină 200 de morminte și 400 de vase. Această necropolă susține ipoteza că aici exista o așezare stabilă. Au mai fost descoperite urme din epoca bronzului și în Fabric și Mehala. 
Epoca fierului, legată puternic de înflorirea civilizației geto-dacă, este destul de slab reprezentată. Au fost descoperite ceramică, monede romane și un cuțit la Pădurea Verde. Din perioada romană au fost descoperite monede, fibule și un vârf de lance în cartierele 1 Mai și Mehala. În vatra orașului este atestată o continuitate și după retragerea aureliană. În cartierul Freidorf au fost găsite fragmente de râșniță, semințe carbonizate, gropi de provizii toate datând din secolele III-IV și care atestă practicarea agriculturii și creșterea animalelor, iar resturile de vânat indică practicarea vânătorii. De asemenea în așezarea de la Cioreni s-a descoperit ceramică autohtonă, dar și romană aparținând secolelor II-IV, iar locuirea așezării se prelungește până în secolele VIII-IX. Tot în acestă așezare a fost identificată o necropolă aparținând feudalismului timpuriu din care s-au cercetat 20 de morminte. Este vorba de același lucru și în cazul cercetărilor de la Dumbrăvița unde materialul ceramic și celelalte obiecte descoperite în acest loc au dus la concluzia existenței aici a unei așezări daco-romane în secolele II-III.

## Banatul în vremea voievozilor Glad și Ahtum
Cronica Gesta Hungarorum descrie că în secolul IX, cneazul Glad domnea peste aceste locuri cu o populație formată din pecenegi, români(vlahi) și bulgari. Totuși, până acum nu a fost descoperit nici un document care să dateze din acea perioadă. Prima atestare documentară a localității Timișoara este destul de controversată, aceasta fiind plasată de specialiști fie în 1212, fie în 1266. În această perioadă, cetatea ocupa o suprafață dreptunghiulară, iar fortificația consta dintr-un val de pământ cu palisadă care era apărată din trei părți de brațe de apă, iar pe a patra latură de un canal. Așezarea care a evoluat în această zonă nu dobândise până atunci o importanță politică, economică, socială sau religioasă, pentru că rolul dominant în zonă, în plan politic și spiritual, îl avea Cenadul. În 1175 este menționat comitatul Timiș, dar sursele nu menționează care este centrul economic și administrativ al acestuia. În momentul atestării sale, acesta făcea parte din comitatul Timiș, o unitate administrativ teritorială a regatului ungar. Teritoriul cunoscut mai târziu ca Banat, cu centrul administrativ în „Urbs Morisena” (apoi Cenad) fusese cucerit de către maghiari în jurul anului 1030 după înfrângeea ultimului voievod local Ahtum.

## Timișoara medievală, în Regatul maghiar (până în 1554)

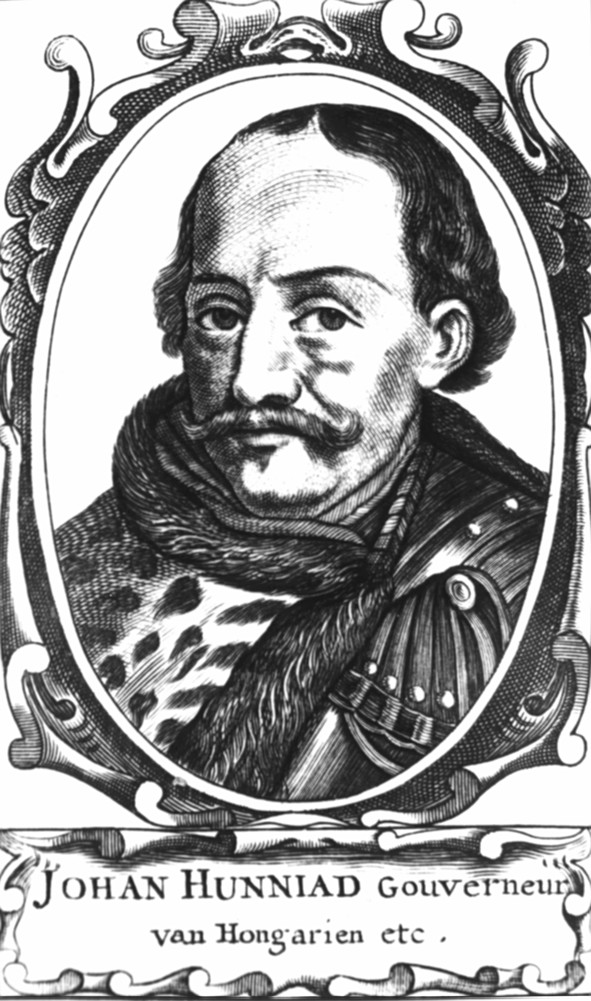
Ioan (Iancu) Huniade

Fiind așezată într-un punct strategic, de unde putea fi controlată o mare parte a Câmpiei Banatului, atât Timișoara cât și funcția de comite de Timiș devin din ce în ce mai importante. Timișoara primește un impuls deosebit în timpul domniei regelui Carol Robert de Anjou care în urma vizitei sale din 1307 ordonă construirea unui palat regal, pe locul unde este acum Castelul Huniazilor construit de Ioan de Hunedoara, iar în timpul anarhiei feudale, acesta chiar își va muta capitala la Timișoara. Stabilirea curții regale în acest loc a determinat o creștere demografică a așezării, dar importanța ei devine și comercială și politică. Timișoara devine capitala regatului ungar pentru o perioadă de 8 ani, între 1316-1323. Carol Robert de Anjou va mai reveni la Timișoara în 1330 când pornește de aici împotriva lui Basarab I, Domnul Țării Românești. Palatul regal a fost ridicat cu meșteri italieni și era organizat în jurul unei curți dreptunghiulare având un corp principal care era prevăzut și cu un donjon sau un turn. 
Timișoara va juca un rol important și în lupta cu noua amenințare de la Sud: turcii otomani. În 1394, turcii conduși de Baiazid trec pe lângă Becicherecul Mare și Timișoara în drumul lor spre Țara Românească unde vor fi înfrânți de către voievodul muntean Mircea cel Bătrân în bătălia de la Rovine. Timișoara va servi din nou ca punct de concentrare a forțelor armate creștine, de data aceasta în vederea confruntării de la Nicopole. După înfrângerea creștinilor, turcii vor devasta Banatul până la Timișoara, de unde vor fi alungați de către comitele de Timiș, Ștefan de Lossoncz (Lossonczy István).
Numirea lui Ioan Huniade în 1440 în funcția de comite de Timiș marchează un capitol aparte din istoria Timișoarei. Ioan Huniade va fi cunoscut în întreaga regiune pentru reputata victorie de la Belgrad, asupra otomanilor, fiind considerat în acea vreme apărător al creștinătății. El va transforma orașul într-o tabără militară permanentă și în domiciliul său, pentru că se mută împreună cu familia. Astfel, cetatea va rămâne în posesia Corvineștilor până în 1490. Iancu de Hunedoara se ocupă și de refacerea vechiului castel, cu ajutorul unui arhitect italian. După moartea lui Ladislau al V-lea, regele Ungariei, Matei Corvin, fiul lui Ioan Huniade, este ales suveran al Ungariei (1458). Acesta este considerat de către istoriografia maghiară drept unul dintre cei mai mari regi din istoria Ungariei. Odată cu extinderea teritorială a Imperiului Otoman în această parte a Europei, Timișoara, prin poziția sa și prin forța garnizoanei sale devine cheia unui întreg sistem defensiv ce asigura partea sud-estică a Ungariei. Din această cauză încercările de cucerire ale turcilor devin din ce în ce mai insistente. Astfel, tentative de cucerire a cetății au loc în anii 1462, 1467, dar toate aceste expediții au eșuat. În anul 1478, Matei Corvin numește în funcția de comite de Timiș pe Paul Chinezu.

### Răscoala lui Gheorghe Doja (1514)

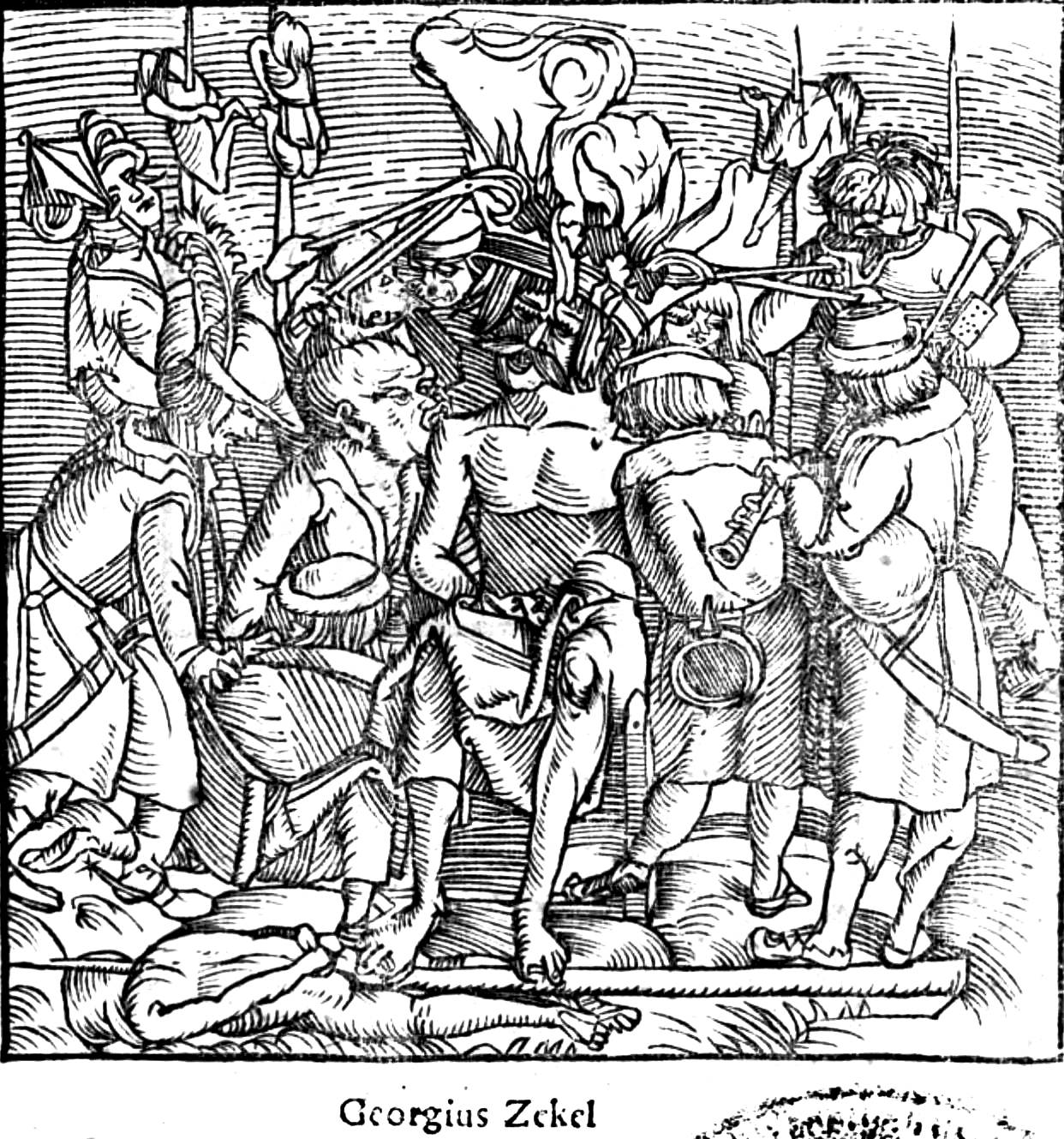
Execuția lui Gheorghe Doja

Un episod deosebit din istoria Timișoarei îl reprezintă asediul cetății de către oastea țăranilor răsculați condusă de Gheorghe Doja. Războiul țărănesc a pornit din Transilvania, după ce Gheorghe Doja a fost numit comandant al cruciadei anti-otomane, inițiate de Papa Leon al X-lea. Acesta promisese iobagilor participanți la cruciadă, eliberarea, însă cum războiul nu a mai avut loc, nemulțumirea maselor oprimate a dus la transformarea revoltei într-o răscoală. Armatele răsculate, formate din iobagi români și unguri au înfrânt mai întâi nobilimea condusă de comitele Ștefan Bathory și episcopul Nicolaie Csaki, dar au fost înfrânte lângă Timișoara de comitele Ioan Zapolya. Gheorghe Doja a încercat să schimbe albia Begăi pentru a se putea apropia mai ușor de cetate, dar nu a reușit și a fost înfrânt. Se spune că locul unde Doja a suferit o cumplită moarte, fiind pus pe un scaun din fier înroșit și ars de viu, este marcat de statuia Sfintei Marii din Piața cu același nume a cartierului Iosefin. Totuși, ultimele ipoteze susțin că torturarea lui Doja a avut loc chiar lângă castel, de unde nobilii au putut urmări macabrul spectacol. Deci este mult mai probabil ca locul execuției să fie undeva în fața Hotelului Central de lângă Muzeul Banatului.

### Atacul otoman (1552)
După moartea lui Ioan Zapolya, Transilvania și Banatul, împreună cu Timișoara, vor ajunge în mâinile Habsburgilor. După un asediu eșuat în anul 1551, turcii se regrupează și se întorc cu o nouă strategie. La 22 aprilie 1552 o armată de 160.000 de oameni sub comanda lui Ahmed–Pașa pleacă de la Adrianopol, iar peste două luni ajunge în fața Timișoarei, înconjurând-o în două zile.
Se construiesc poduri peste râu, iar mlaștinile sunt acoperite cu lemn și scânduri. Luptele au continuat 25 de zile, iar cei 160.000 de mii de turci atacau cetatea apărată de numai câteva mii de creștini. Lovitura de grație este distrugerea Turnului de apă care făcea legătura între oraș și castel, iar cei din cetate rămân fără apă pe o căldură dogoritoare.
Așadar, comitele Ștefan de Losoncz nu mai are altă soluție decât să negocieze predarea cetății și reușește să obțină promisiunea că trupele creștine decimate și civilii din oraș vor putea trece cu tot avutul lor, lăsând cetatea în mâna turcilor. Astfel, la 30 iulie 1552 soldații, civilii și răniții ies din cetate încrezători în vorbele pașei însă acesta își încalcă jurământul și toți supraviețuitorii, sunt măcelăriți cu cruzime de către ieniceri. Rănit grav, Ștefan de Losoncz, comandantul garnizoanei, este adus în fața lui Ahmed – Pașa și decapitat. Orașul este apoi prădat, devastat, bisericile creștine sunt transformate în geamii musulmane, iar clopotele, aruncate din turnuri.

## Timișoara otomană, vilaietul (1552-1716)

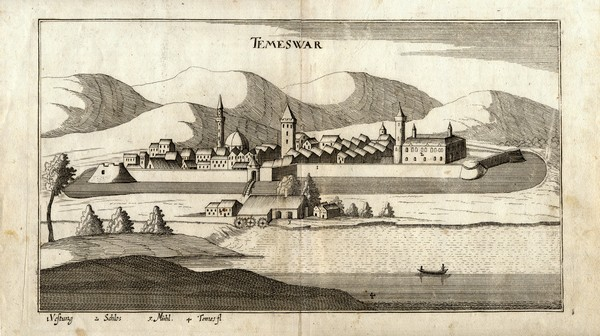
Vilaietul Timișoara

Transformarea Timișoarei în capitală de vilayet otoman, sub conducerea unui vali (guvernator) sau beilerbei (uneori cu rang de pașă sau chiar de vizir), schimbă mult orașul, în primul rând în ceea ce privește compoziția etnică. Musulmanii privilegiați (și odată cu ei și primii evrei, de rit sefard) vin aici și, pe lângă agricultură s-a dezvoltat mult și comerțul. În această perioadă o parte din Banat este organizată de către turci în Vilaiet. Aceasta cuprinde 6 sangeacuri: Timișoara, Cenad, Lipova, Gyula, Moldova Veche și Orșova, dar reședința Vilaietului rămâne la Timișoara, care avea atunci același statut cu Buda și Belgrad, unde conducea un supus direct al sultanului, un beglerbeg. Orașul va fi împărțit în patru districte, iar suburbiile în 10 mahalale. Casele au fost construite din lut și acoperite cu țigle din lemn, străzile fiind pavate cu lemn. Apa folosită pentru spălat și băut provenea din râul Bega (numit din greșeala Timiș), dar tot aici se aruncau și gunoaiele. Orașul avea un caracter policentrat, din cauza condițiilor geografice (foarte multe canale și mlaștini). Din necesități de ordin militar a fost nevoie ca fiecare cartier să fie fortificat. Fortificațiile, în afară de castel, sunt realizate din lemn și pământ.
Cu excepția unei perioade de la sfârșitul secolului XVI, orașul nu va mai suferi asedii până la sfârșitul secolului XVII. Dar rolul său militar, strategic rămâne foarte important prin implicarea garnizoanei turcești în acțiunile desfășurate în alte zone de interes pentru Poarta Otomană. Puternica garnizoană va fi mereu prezentă în confruntările dintre partidele nobiliare ardelene, dintre pretendenții la tronurile Țărilor Române. Vreme de peste o sută de ani Cetatea și orașul cunosc un permanent du-te–vino de oști, căpetenii (inclusiv sultanul), de suite militare sau nobiliare, solii străine. La Timișoara s-au refugiat și au căutat să obțină sprijin militar diferite căpetenii nobiliare filo-turce, care râvneau la tronul Transilvaniei. Tot de aici încercau să primească ajutor și unii pretendenți la tronul Țării Românești și chiar al Moldovei. Ca reședință de vilayet (elayet), Timișoara va fi unul dintre cele mai importante centre ale stăpânirii otomane și un punct-cheie în această parte a Europei. 
În perioada Imperiului Otoman 1541–1718 pericolul incendiilor în Timișoara era mare, deoarece marea majoritate a clădirilor erau construite din lemn.

### Răscoala antiotomană (1594)
În 1594, Banul de Lugoj-Caransebeș, Gheorghe Pantelici declanșează o răscoală antiotomană în Banat, având centrul la Becicherecul Mare. După patru eșecuri consecutive, beglerbegul de Timișoara, Hassan cel Mic, va reuși să o înfrângă doar după ce adună o armată de 30.000 de oameni și o puternică artilerie. În urma unei puternice ofensive transilvănene condusă de George Borbely, armata creștină cucerește cetățile Bocșa, Șoimoș, Cenad, Nădlac, Pâncota, Arad, Făget, Lipova și Vârșeț dar Timișoara rămâne neatinsă.

### Tentative de recucerire
O primă încercare de recucerire a orașului are loc în 1596 când o oaste a lui Sigismund Bathory, împreună cu 4000 de soldați trimiși de Mihai Viteazul și 4000 de creștini din Banat încep asediul cetății, iar mai târziu în sprijinul asediaților vin și 10.000 de tătari. După 40 de zile de eforturi zadarnice asediatorii se retrag. O nouă oaste transilvăneană revine anul următor, dar și de această dată încercarea se soldează cu un eșec. Din timpul revoltei antiotomane a țărilor românești mai este de menționat un raid al soldaților lui Mihai Viteazul, care devastează mahalalele în 23 februarie 1600, iar apoi încercarea lui Basta și a lui Radu Șerban de eliberare a cetății în anul 1603, ale căror armate însă nu ajung nici măcar sub zidurile orașului.
Nici imperialii nu subestimau importanța Timișoarei, din moment ce principele elector Friedrich August von Sachsen intenționează în repetate rânduri să asedieze cetatea (1695 și 1696). Pe de altă parte, zădărnicirea acestor planuri prin intervenția trupelor otomane conduse de însuși sultanul Mustafa al II-lea, fuga acestuia la Timișoara în urma înfrângerii suferite la Zenta (1697), dar și reconstruirea fortificațiilor din porunca noului sultan Ahmed al III-lea (1703), demonstrează importanța cetății în planurile otomanilor.

### Cucerirea Timișoarei de către Habsburgi
După 17 ani de relativă liniște izbucnește un nou război austro-turc. După victoria de la Petrovaradin (5 august 1716) asupra oștilor otomane, prințul Eugeniu de Savoia decide cucerirea cetății Timișoara, pentru a pune stăpânire pe această importantă poziție strategică. În urma unui asediu de 48 de zile, însoțit de bombardamente repetate, care au distrus în mare parte clădirile din interiorul cetății, la 12 octombrie 1716, Mehmed Pașa, ultimul comandant otoman al Timișoarei, acceptă capitularea, iar garnizoana turcă părăsește definitiv orașul. La 18 octombrie 1716, prințul Eugeniu de Savoia își face intrarea triumfală într-o cetate grav răvășită de violentul asediu. Garnizoana otomană se retrage în sudul Dunării, iar după 164 de ani cetatea intră din nou sub stăpânirea europenilor.

## Timișoara în Imperiul Habsburgic

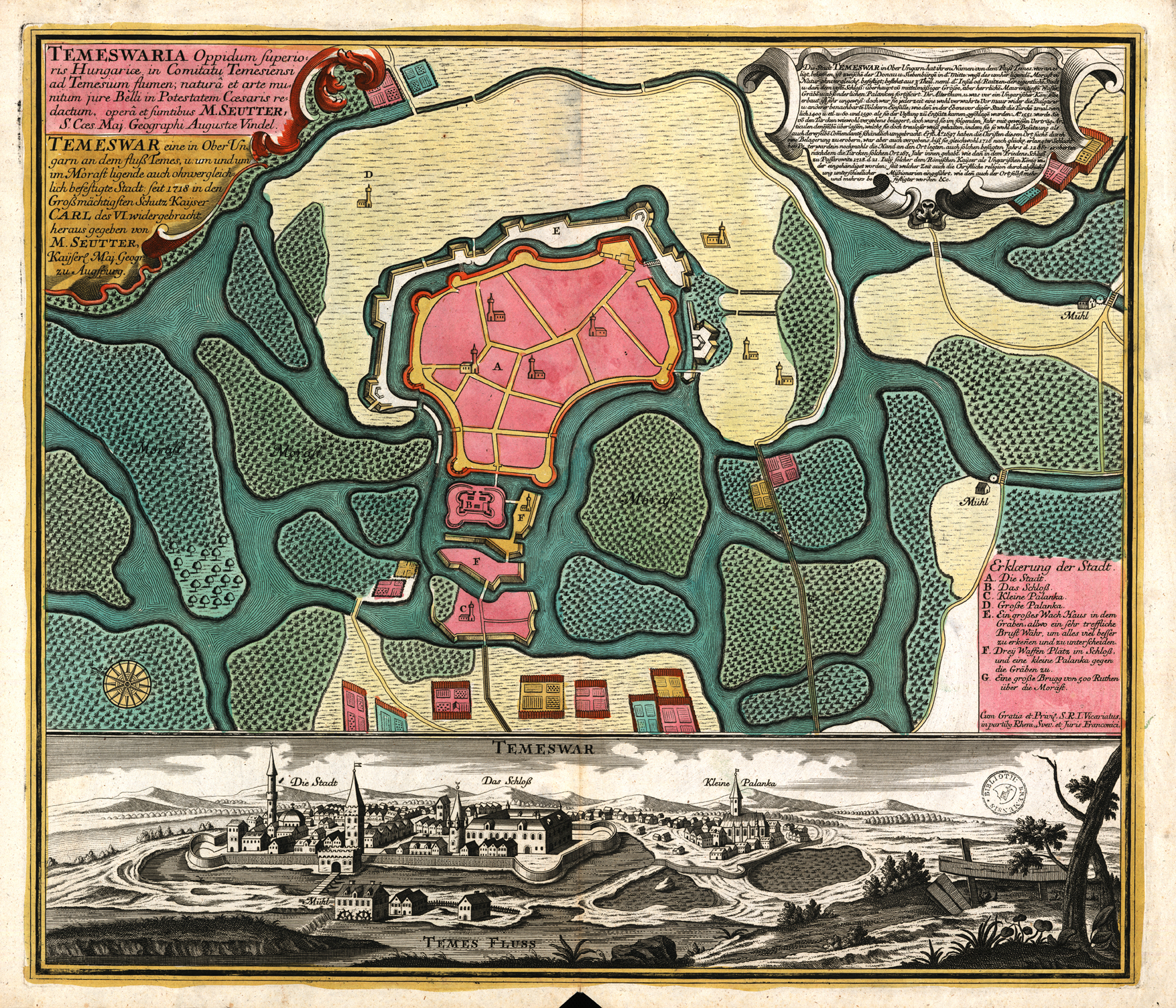
Hartă a Timișoarei din anul 1745. Autor: Matthäus Seutter

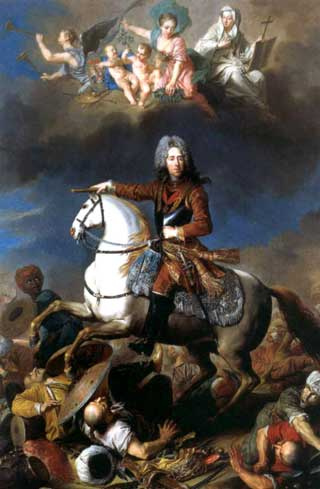
Prințul Eugeniu de Savoia într-un portet de Van Schuppen

În 21 octombrie 1716, prințul Eugeniu de Savoia adresează împăratului Carol al VI-lea, propunerea ca Banatul să fie organizat și guvernat astfel încât să aducă folos Casei Imperiale. În 12 iulie 1717 generalul – conte Mercy înaintează Camerei Aulice de la Viena „Proiectul modest de organizare a Banatului Timișoarei”. După aprobarea proiectului s-a întocmit „Comisia de organizare a Țării Banatului”, care va funcționa sub conducerea contelui Mercy. În sfârșit, la 28 iunie 1719, Împăratul a semnat Decretul care numea Administrația Banatului și stabilea sediul acesteia la Timișoara, care devenea astfel capitala unei provincii importante a Monarhiei Habsburgice și reședința principalelor structuri administrative. S-a creat însă un aparat administrativ stufos, care impunea treptat o nouă mentalitate în viața orașului. Românii din Banat au avut de suferit numeroase tragedii în timpul războaielor dintre turci și austrieci. Peste 50 de sate românești din Banat au fost complet distruse de austrieci si de milițiile sârbești în perioada războaielor din din anii 1737-1739 Până în anul 1751 Banatul a fost guvernat militar de austrieci. Începând cu anul 1751 și până în anul 1778, când a fost o schimbare, de ordin administrativ, când Banatul, cu excepția graniței militare fiind acum divizat în 3 comitate. Timișoara pierde statutul de reședință a unei provincii imperiale, devenind un oraș provincial în imperiul austriac.  
O preocupare principală a generalului conte Mercy în calitate de comandant militar și președintele al Administrației Imperiale a Banatului a fost combaterea incendiilor, iar aceasta a fost asigurată de militari prin reglementările din 1766. „După constituirea conducerii civile a orașului, la data de 1 ianuarie 1718, atribuțiile pompierești, ca și cele de ordine interioară, au intrat în competența magistraturii civile, primele prevederi legale ale acesteia a fost demolarea hornurilor de lemn și de lut ale caselor vechi și înlocuirea lor cu hornuri construite din cărămidă și piatră”. „Coșurile trebuiau verificate lunar de coșar”. „Acesta a ordonat ca pentru combaterea incendiilor fiecare cetățean să țină în casa lui o scară și un butoi cu apă”.
În  13 martie 1774 a fost elaborat primul Regulament privind organizarea combaterii incendiilor din Timișoara fiind util serviciul pompierilor timișoreni". Acesta era alcătuit din 67 de prevederi referitoare la modul de organizare și desfășurare a intervențiilor în localitate, la modalitățile de prevenire a incendiilor specifice orașului Timișoara, dar instituia și recompense pentru cei care ajungeau primii la locul incendiului, acesta primea doi ducați pentru primul butoi care ajunge la locul potrivit, dar și sancțiuni pentru persoanele care se eschivau de la această îndatorire publică ori nu îndeplineau măsurile ordonate, aplicându-se amenzi sau chiar pedepse corporale
Regulamentul conținea instrucțiuni de prevenire a incendiilor specifice Timișoarei și cu prevederi privind organizarea stingerii incendiului de către cetățenii dar și meșteșugarii din oraș. Din analiza acestui document reiese foarte clar modalitatea anevoioasă în care se acționa în caz de incendiu. În primul rând, trebuiau anunțate oficialitățile locale: primarul orașului care trebuia să anunțe imediat Comisia Polițienească și care trebuia să informeze de îndată șeful Administrației Bănățene. De aici rezultă faptul că timpul de răspuns era unul foarte mare, deoarece cei cu atribuțiuni de stingere a incendiului erau din zone diferite ale orașului, nu erau primii anunțați despre evenimentul produs. Important ca la fața locului trebuia să se prezinte „funcționarii primăriei, magistrații, meșterii hornari, zidari, dulgheri, tâmplari, cu toate calfele lor, precum și arendașul serviciului de salubritate cu oamenii din subordine, toți cu uneltele lor profesionale” care abia, o dată adunați la un loc, trebuiau să asculte ordinele primarului, care era comandantul tuturor acțiunilor de stingere a incendiilor.
La stingerea incendiilor participau lăcătușii și fierarii pielarii asigurau mânuirea pompelor, căruțașii și vizitii asigurau transportul apei, lucrătorii în piele: tăbăcarii, cizmari, pantofari asigurau lanțul ptr. găleți, dulgherii, tâmplarii demolau obiectivul incendiat pentru a se putea localiza incendiul, în timp ce meșterii hornari trebuia să salveze persoanele sau bunurile și lichidarea focului. În fruntea acestora era desemnată o persoană pe post de comandă.

### Timișoara, oraș liber regesc

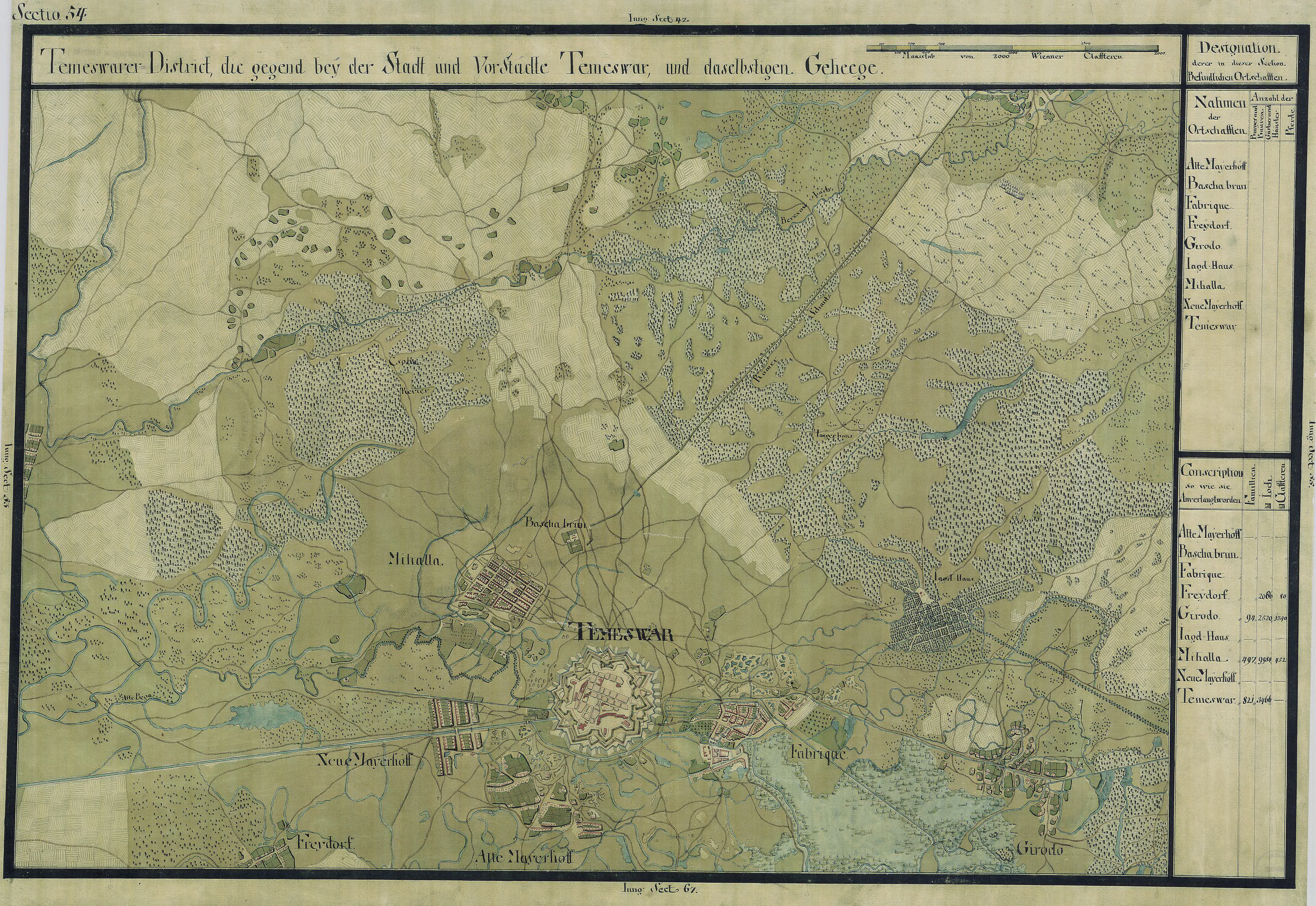
Timișoara în Harta Iosefină a Banatului, 1769-1773

Un moment important în existența Timișoarei intervine în anul 1781. Prin Diploma din 21 decembrie 1781, emisă de împăratul Iosif al II-lea, Timișoara dobândea statutul privilegiat de „Oraș liber regesc”. Va fi reînnoit în anul 1790 de împăratul Leopold al II-lea. Beneficia de acum de o serie de avantaje importante care vor îngădui o dezvoltare mai accelerată a activităților urbane. Era scos de sub jurisdicția comitatului (reînființat în 1780); trimitea reprezentanți proprii în Dietă; își alegea proprii dregători și jurați; percepea vamă la intrarea și ieșirea mărfurilor; avea dreptul de a organiza târguri anuale și săptămânale de a-și stabili bugetul propriu de venituri și cheltuieli anuale; era scutit de anumite obligații fiscale; avea dreptul la o stemă proprie etc.
În 1801 cetățenii Timișoarei sunt obligați printr-o dispoziție a magistratului orașului să respecte și să ia toate măsurile împotriva focului și să repare și să întrețină în stare bună toate fântânile. În 1813 este elaborat un document în care se face descrierea și modul de folosire al stingătoarelor. La 9 februarie 1834 sunt precizate măsurile de evitare a incendiilor în clădirea teatrului din Timișoara și a sălii de bal, considerate locuri cu pericol de incendiu sporit.

### Colonizarea germană
După cucerirea Banatului, autoritățile imperiale de la Viena au început un amplu proces de colonizare, folosind în special germani catolici (șvabi) din Württenberg, Schwaben, Nassau, etc. Clima neprimitoare a dus la o rată crescută a mortalității, mulți dintre imigranți murind de malarie la 2-3 luni de la sosire. De aceea, pentru o vreme, creșterea populației a fost asigurată doar din procesul de imigrare. Ca rezultat ponderea germanilor catolici a ajuns la un moment dat la 50% din totalul populației. 
Fiind buni meșteșugari, germanii au dezvoltat industria și comerțul. În Timișoara, șvabii s-au stabilit mai ales în Fabric, unde au dezvoltat puternic meșteșugăritul. Datorită nevoii de a asigura condiții bune de viață populației colonizatoare autoritățile austro-ungare au început o reorganizare a tuturor satelor din Banat, clădind în același timp altele noi. Astfel, regiunea a devenit o rețea organizată, ordonată și cu o structură compactă. În cetate nu au fost acceptați decât catolici. Populația sârbă și românească locuia în suburbii.

### Reconstrucția cetății
Încă de la început administrația arată un vădit interes pentru dezvoltarea urbană, acordând mare atenție acțiunilor edilitare. Probabil, prima acțiune întreprinsă de autorități după cucerire, a fost repararea zidurilor și clădirilor din incinta cetății, distruse parțial în timpul asediului. În 1717, nu existau edificii necesare administrației, garnizoanelor militare, iar fortificațiile nu mai făceau față noilor tehnici de luptă.
Pentru că fortareața existentă nu mai corespundea noilor tehnologii de război, câteva variante posibile ale fortificațiilor de tip Vauban o fortificatie bastionara de formă stelata) au fost studiate și un nou sistem de apărare a fost realizat în perioada 1723-1765. Suprafața orașului ce urma să fie cuprinsă în interiorul zidurilor era de două ori mai mare decât cea a orașului medieval. Fragmente mici din această fortificație pot fi încă văzute astăzi în Timișoara. Până și ordinea clădirilor din incintă, dispuse pe un plan de străzi rectangulare, reflectă o rațiune militară. În interiorul cetății existau doua piețe: Piața Domului și Piața Paradei. Prima adăpostea clădirile bisericii și administrației, alături de câteva case private. A doua era rezervată celor cu caracter militar. În această perioadă sunt construite clădiri reprezentative în interiorul cetății printre care: Domul romano-catolic și Palatul Episcopal, Biserica ortodoxa din Piața Unirii, Primăria, Cazarma Transilvaniei. Tot acum apar și suburbiile: Elisabetin, Iosefin și Fabric, separate de cetate printr-un teren neconstruit, denumit Zona Non Aedificandi, Dupa ultima centura de ziduri se afla satul sec, care se putea umple cu apa din Bega, urmat de calea acoperita cu pietele armelor (locurile de reitrare al armelor)amplasate in varfurile salinet ale caii acoperite, iar ultima structura defensiva era glacisul.Glacisul reprezenta o panta inclinata de pamant, cu inclinatia inspre exterior adica inspre inamic.

### Comandanții cetății Timișoara
- Franz Paul conte de Wallis (n.1677, d.1737) - comandant între 1716 - 1729.
- Johann Friedrich Edler von Spring (d.1732) - comandant între 1730 - 1732.
- Franz Anton Leopold von Engelshofen (n.1692, d.1761) - comandant între 1732 - 1740.
- Don Joan conte de Escotti/Scotti (d.1747) - comandant între 1740 - 1747.
- Emanuel Lorenz baron de Vogtern/Voghtern (d.1770) - comandant între 1747 - 1751.
- Franz Leopold Ludwig conte de Thierheimb/Thürheim(b) (n.1710, d.1782) - comandant între 1751 - 1752.
- Johann Sebastian conte de Soro (d.1761) - comandant între 1752 - 1761.
- Alexander conte de Villars(d.1767) - comandant între 1761 - 1767.
- Johann conte de Soro (n.1730, d.1809) - comandant între 1767 - 1791.

### Canalul Bega
Dacă inițial, apa a jucat un rol important în apariția așezării, dimpotrivă, în secolul XVIII, mlaștinile erau considerate principala sursă a molimelor. Cele mai importante realizări teritoriale au ținut de hidrotehnică: regularizarea debitelor râurilor și asanarea mlaștinilor. Între 1728 și 1732 cursul râului Bega a fost regularizat, creându-se un canal navigabil între Timișoara și cursul inferior. Astfel orașul a fost conectat, prin intermediul râului Tisa și al Dunării, la rețeaua fluvială central europeană, devenind apt să facă față transporturilor masive înainte de apariția căii ferate. Prin urmare, lucrările de regularizare a cursului Bega și Timișului și desecarea mlaștinilor au schimbat radical imaginea orașului.

### Epidemiile de ciumă și holeră
Orașul este lovit în martie 1738 de o cumplită epidemie de ciumă, care face un mare număr de victime (aproximativ 1.000 din totalul de 6.000 de locuitori). Un incendiu devastator distruge aproape tot vechiul cartier Palanca Mare, cel mai grav afectat de epidemie. Epidemiile de holeră și ciumă s-au repetat la diferite intervale. Cimitirul înființat în 1723 ajunge neîncăpător și în anul 1749 este sfințit un nou cimitir, pe locul actualului Parc Central. Și acesta se umple până în anul 1771, când este închis. În 1831 și 1836 o nouă epidemie de holeră se abate asupra Timișoarei, împuținând ulterior numărul locuitorilor.

### Revoluția de la 1848
În 1848 izbucnește revoluția în Europa. În Imperiul Habsburgic aceasta a avut un caracter preponderent național, maghiarii vedeau momentul oportun pentru a ieși de sub autoritatea Casei Imperiale, în timp ce minoritățile din regatul maghiar doreau să folosească momentul să se desprindă de regatul maghiar. În acest an, trupele revoluționare maghiare înfrâng trupele imperiale austriece din Transilvania și Banat asediind timp de 114 zile cetatea Timișoarei, fără a o cuceri. Totuși pierderile de vieți umane și pagubele materiale au fost semnificative. Revoluția a fost înnăbușită în Banat și Transilvania prin intervenția trupelor imperiale. Ca o urmare directă a revoluției, Ungaria a fost pusă sub o administrație militară, unele provincii intrând, ca domenii ale coroanei, sub jurisdicția nemijlocită a Casei de Habsburg, printre acestea numărându-se și nou-înființata provincie “Voevodina sârbească și Banatul timișan” cu reședința în Timișoara.

### Capitală a provinciei Voivodina Sârbească și Banatul Timișan (1849-1860)
Anii 1849-1850 au însemnat pentru românii bănățeni și ardeleni anii protestelor. În această perioadă a fost elaborată o cerere „Petiția generală din 13 februarie 1849”, semnată de 7 reprezentanți ai Transilvaniei și 3 reprezentanți ai Banatului, prin care se cerea unificarea tuturor românilor din Imperiul Habsburgic, cu o administrație proprie. Însă, prin Constituția din 4 martie 1849, bănățenii au fost scindați în Voivodina Sârbească și Banatul Timișan care aparțineau de Austria. Noua provincie imperială a cărei existență fusese consfințită și prin decretul imperial din 18 noiembrie 1849, era condusă atât militar, cât și civil, iar limba oficială era cea germană. Timișoara a fost desemnată drept reședință a guvernatorului iar orașul își menținea privilegiile obținute ca oraș liber regesc. Prin desființarea vămilor interne, dar și prin vămile protecționiste impuse țărilor vestice dezvoltate s-a creat un cadru favorabil dezvoltării economice din Imperiu, dezvoltând puternic zona și favorizând un impuls economic ce va ajuta la reconstrucția suferită după revoluția de la 1848. 
Timișoara avea acum diverse manufacturi (fabrica de bere, mori, fabrica de țesut mătase, săpun, covoare) și era bine aprovizionată cu produse agricole din zona de câmpie a Banatului. Ca și consecință imediată, este introdusă o linie de telegraf, iluminatul stradal cu gaz și orașul este legat prin cale ferată de rețeaua din imperiu și de portul de la Baziaș. În numai câțiva ani, aici se deschid bănci, se înființează Camera de Comerț.

## Timișoara în regatul maghiar (1860-1918)

Piața Domului, actuala Piața Unirii, pe la 1860

În anul 1859, se întâmplă 2 evenimente importante, Unirea Principatelor Române și războiul austro-franco-piemontez soldat cu înfrângerea Austriei, fapt care a determinat o apropiere a împăratului de aristocrația maghiară. Fruntașii români au aflat despre tratativele dintre austrieci și unguri în privința Banatului, ca regiunea să fie trecută sub administrare maghiară. Andrei Mocioni, a cerut o audiență la împărat, a arătat că în Banat nu este motivată o administrație maghiară unde populația este predominant de naționalitate română, apoi sârbă și maghiară. Între 18 și 19 noiembrie 1860, la Timișoara a avut loc o întâlnire tot pe această temă, dar încorporarea Banatului la Ungaria fusese deja decisă la Viena și era una din condițiile pentru o mai strânsă apropiere de Ungaria, respectiv de aristocrația maghiară, de care împăratul avea atâta nevoie pentru succesul politicii sale. Astfel, nici memoriul din decembrie 1860, semnat de peste 12.000 de intelectuali, negustori și meseriași din Banat, nici jalbele și doleanțele sârbilor nu și-au gasit ecou. Prin patenta din 27 decembrie 1860, împăratul Franz Joseph I a decis anexarea Banatului la Ungaria.   
Pe data de 16 februarie 1868, se dau noi legi prin care se dispune ca limba țării și a regiunii să se folosească în scris la toate dezbaterile judecătorești și comunale, în școlile primare, medii și superioare. Comunele puteau să dispună liber asupra pășunilor comunale. Orașele în care nu erau comunitați militare, urmau să se organizeze ca și comunele grănicerești cu primari și consilieri comunali. Ca primă măsură a fost evident o politică de maghiarizare, dar totuși, pentru Timișoara această epocă a reprezentat o perioadă de înflorire, sub aspect economic și demografic. Instituțiile de credit investesc sume importante în dezvoltarea industriei locale, la trecerea în secolul XX aici există numeroase întreprinderi: două fabrici de spirt, o turnătorie de fier, o fabrică de chibrituri, o fabrică de cărămizi, o fabrică de gaz, o fabrică de lanțuri, o fabrică de pălării, o fabrică de ciocolată. Prin intermediul canalului Bega Timișoara era legată, prin Tisa și Dunăre, la sistemul fluvial al Europei Centrale, iar căile ferate facilitau comunicarea cu importante orașe din vestul Europei. Tot în această perioadă a fost introdus tramvaiul cu cai, telefonul, iluminatul public electric, s-au asfaltat arterele mari de circulație. În 1899 s-a introdus la Timișoara al doilea tramvai electric din România. În această perioadă se dezvoltă mult suburbiile cetății, unde există manufacturi și meșteșugari pricepuți.
.

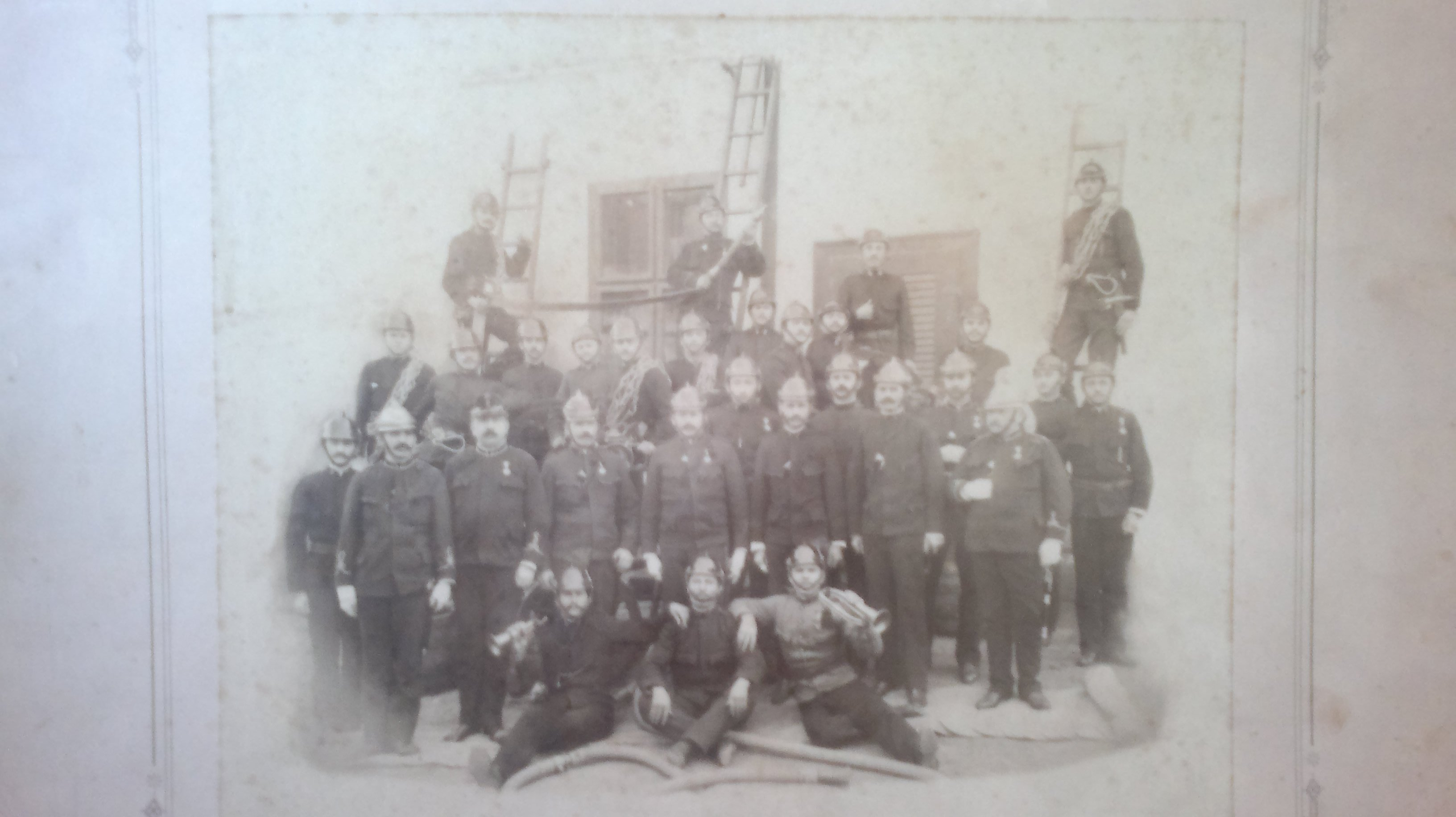
Membri ai Detașamentului de Pompieri din Timișoara (începutul secolului XX). Număr de inventar 2098. Muzeul Slovacilor Voivodina - Serbia

La 22 august 1869 au fost înființate brigăzi de pompieri voluntari în cartierele Iosefin, Elisabetin și Fabric, iar în 1893 și în Mehala. Sediile celor trei corpuri aveau turn de veghe, pază permanentă și o comunicare ușoară între ele prin linii telefonice proprii, corpurile au fost înzestrate cu utilaje de stingere a incendiilor. 

Cazărmile pompierilor la începutul secolului al XX-lea
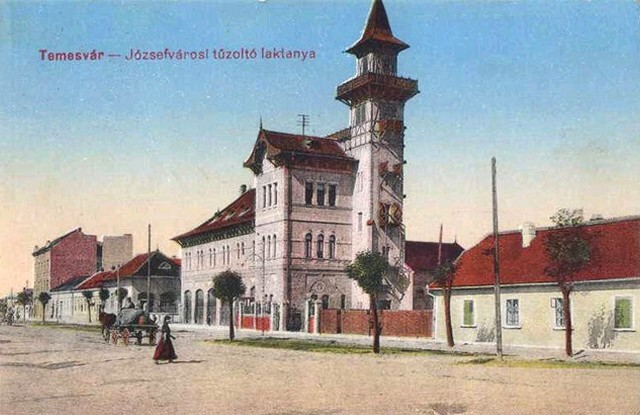
Cazarma din Iosefin în 1912
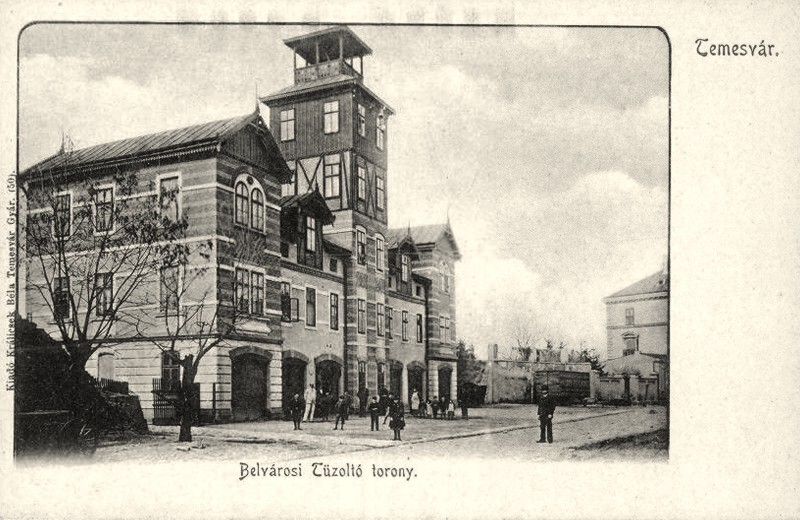
Cazarma din Cetate la 1900
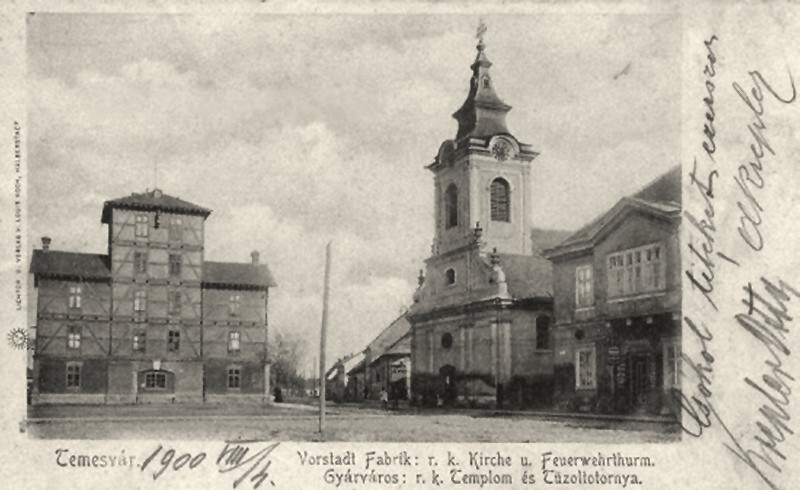
Cazarma din Fabric la 1900

### Corpul pompierilor voluntari din Iosefin
Datorită rezultatelor foarte bune a acestuia, în 1904 primăria a hotărât construirea unei cazărmi noi în cartierul Josefin (pe actualul Bulevard 6 Martie) alături de vechea remiză. Construcția a început în luna iulie 1905 și a costat în jur de 84 000 de coroane (echivalent 25 kg aur).Pompierii civili din cartierul Josefin deserveau și populația din cartierul învecinat, Elisabetin. 
Clădirea a fost dată în funcțiune în anul 1906 pe vremea lui Carol Telbisz primarul orașului, care este în funcțiune și astăzi, are un corp principal și corpuri laterale. La parterul clădirii erau remizele trăsurilor-cisternă și cele patru grajduri pentru cai, construite pe cheltuiala comunității din cele două cartiere deservite. În timp, remiza pompierilor din Josefin s-a transformat în cazarmă, iar pompierii civili au fost înlocuiți cu pompieri militari, căruțele cu mașini, moment în care se fac și anumite modificări în structura clădirii ridicată în urmă cu peste o sută de ani.
În anul 1906 a fost dată în funcțiune clădirea Companiei de pompieri din Iosefin, care dispunea de un turn de veghe drept loc de observare al pompierilor pentru apărarea împotriva incendiilor. 
Pentru că Timișoara își pierde importanța militară și era nevoie de o lărgire a spațiului, se decide defortificarea cetății. Astfel, sunt demolate rând pe rând vechile porți ale cetății, se construiesc bulevarde de legătură cu suburbiile iar acestea sunt înghițite rând pe rând de marele oraș.

## Secolul XX

### Primul război mondial
Anii primului război mondial au adus multiple greutăți în viața populației timișorene. Nivelul de trai a scăzut rapid datorită creșterii masive a prețurilor. Spre exemplu prețul pâinii a crescut de patru ori în timpul războiului, al făinii de șapte ori, al cartofilor de 14 ori. Inflația accentuată a redus drastic veniturile reale ale populației. Din cauza repetatelor rechiziții, rațiile alimentare puse la dispoziția locuitorilor au fost mereu micșorate, devin insuficiente și aduc numeroase familii în pragul foametei. Pe baza unor legi excepționale sunt suprimate aproape total și puținele libertăți cetățenești existente. O parte a întreprinderilor industriale a fost militarizată și orientată spre producția de război. A sporit durata zilei de lucru și s-a extins utilizarea muncii femeilor și copiilor în fabrici, în locul bărbaților trimiși pe front. Până în ianuarie 1918, din Timișoara au fost mobilizați și trimiși pe front 12.832 bărbați, dintre care mulți nu s-au mai întors la familiile lor. Mii de femei au rămas văduve, mii de copii au rămas orfani. Pe fondul acestui tablou sumbru, marcat de numeroase lipsuri și pierderi de vieți omenești, nemulțumirile acumulate izbucnesc în agitații de stradă, în frământări sociale. În 2 decembrie 1917 peste 4.000 de oameni au ieșit în stradă și cer încheierea imediată a păcii, încetarea războiului.

### Republica bănățeană
Sfârșitul primului război mondial a văzut populația Timișoarei într-o stare extrem de tensionată. La 31 octombrie 1918, are loc o mare demonstrație de stradă a românilor din Timișoara. În aceeași zi, în sala cazarmei militare, are loc o întrunire a celor mai importante personalități politice și militare locale și se înființează un Consiliu Național al Banatului, cu reprezentanți ale celor mai importante etnii din Banat: români, sârbi, germani și unguri. 
Cu o zi înainte, dr. Otto Roth, membru în conducerea Partidului Social Democrat din Ungaria și locotenentul colonel Albert Bartha, șeful Statului Major al Comandamentului Militar Timișoara, au participat, în Budapesta, la întrunirea liderilor politici maghiari. Întorși la Timișoara, au convorbiri, în seara de 30 octombrie, cu fruntașii maghiari locali și decid ca la adunarea populară din ziua următoare, care încheia demonstrația de stradă, să proclame Republica Banat,un stat ce urma să fie organizat urmând modelul elvețian și să înființeze Sfatul Poporului din Banat. Lider avea să fie dr. Otto Roth, iar comandant al armatei Albert Bartha. La adunarea din 31 octombrie, dr. Otto Roth proclamă Republica Bănățeană. În martie 1919 Otto Roth îi propune comandantului trupelor franceze Franchet d'Esperey, crearea unui Banat independent, sub protecția Franței. În 1919 Banatul a fost împărțit între România și Regatul Serbiei, Croaților și Slovenilor (numit mai târziu Iugoslavia). Mai târziu, o ultimă încercare de independență vine din partea germanilor din Banat, care în data de 16 aprilie 1920 trimit o petiție la Conferința de Pace de la Paris, cerând reinstituirea republicii, care ar fi inclus nu doar Banatul dar și regiunea vecină Bačka. Noua republică urma, după planurile germanilor, să fie împărțită în cantoane care să fie administrate de grupurile etnice majoritare din fiecare canton. Conferința de Pace de la Paris a refuzat însă această propunere. Republica Banat însă nu era agreată de o parte a românilor care doreau unirea Banatului cu Regatul Român. Aurel Cosma, liderul românilor din Banat, a răspuns deciziilor lui Otto Roth astfel: "Noi, românii, nu putem primi propunerea domnului Otto Roth. Aspirațiile neamului nostru ne îndeamnă să urmăm altă cale. Vom constitui Consiliul nostru național." Fruntașii românilor părăsesc consfătuirea și, într-o întrunire separată, alcătuiesc Consiliul Militar Național Român, având ca președinte pe dr. Aurel Cosma.
Tot în ziua de 31 octombrie s-a constituit Sfatul Național Militar al Șvabilor din Banat, având ca lider pe locotenentul colonel Albert Fuchs. În seara de 31 octombrie, mii de români din Timișoara și satele învecinate participă la o impresionantă adunare națională în Piața Libertății. Aprobă cu ovații cuvintele rostite de dr. Aurel Cosma: „De astăzi înainte s-au rupt pentru totdeauna lanțurile robiei națiunii române." Consiliul Militar Național Român se impune încă din primele zile cu o importantă forță politică, iar prin Comitetul Executiv a susținut interesele locuitorilor români și va acționa cu hotărâre pentru Unirea Banatului cu România. Va avea o contribuție majoră la impulsionarea procesului de instaurare a conducerii politico-administrative în localitățile bănățene. Într-un comunicat adresat populației arată că s-a atașat Consiliului Național Român Central de la Arad și va recunoaște numai dispozițiile acestuia. Era o declarație fermă prin care respingea ideea autonomiei Banatului sub forma Republicii Bănățene și totodată o exprimare limpede a voinței de Unire cu România.
La mijlocul lunii noiembrie situația din Timișoara se complică și mai mult. În baza unei Convenții Militare semnate la Belgrad, armata maghiară trebuia retrasă la nord de râul Mureș. Teritoriul evacuat trebuia ocupat de forțele aliate. Pe acest temei, unitățile militare sârbe intră în Banat și la 14 noiembrie 1918 ocupă Timișoara. Comandamentul sârb preia administrația militară, dizolvă Gărzile naționale, iar mai târziu preia și administrația civilă.
În 1919 Banatul a fost împărțit între România și Regatul Serbiei, Croaților și Slovenilor (numit mai târziu Iugoslavia). Mai târziu, o ultimă încercare de independență vine din partea germanilor din Banat, care în data de 16 aprilie 1920 trimit o petiție la Conferința de Pace de la Paris, cerând reinstituirea republicii, care ar fi inclus nu doar Banatul dar și regiunea vecină Bačka. Noua republică urma, după planurile germanilor, să fie împărțită în cantoane care să fie administrate de grupurile etnice majoritare din fiecare canton. Conferința de Pace de la Paris a refuzat însă această propunere.

### Unirea Banatului cu Regatul Român

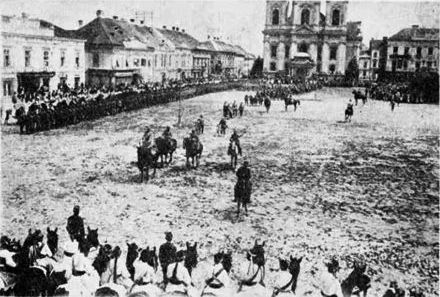
3 august 1919, intrarea armatei române în Timișoara; paradă militară în Piața Unirii

În 28 iulie se instalează administrația română în Banat, iar în 3 august 1919 intrau în Timișoara primele unități ale armatei române, în ziua următoare regatul român încheind tratatul cu puterile aliate în urma căruia Banatul intra în granițele României Mari. În urma măririi considerabile a teritoriului, România devenea un stat multietnic în care procentul cetățenilor de altă naționalitate decât cea română era 24%. Ceea ce înseamnă că și Ungaria dualismului a fost tot un stat multietnic, din moment ce procentul supușilor de altă etnie decât cea ungară era de peste 50%! Deși majoritatea locuitorilor Banatului era reprezentată de români, în Timișoara situația era alta în această vreme. Un alt aspect important, care ar trebui cercetat, este încadrarea orașului în sfera culturală românească, dat fiind faptul că locuitorii Timișoarei trăiseră atâta timp într-o alta sferă culturală, caracterizată printr-un alt set de valori. Se poate constata faptul că, după unire, a avut loc modificarea structurii etnice a orasului cauzata de noile drepturi de stabilire a tuturor romanilor marginasi Timisoarei, in cadrul noului oras, cauzata de dezvoltarea orasului si inglobarea comunelor adiacente sub forma de noi cartiere (Mehala, etc.). Astfel dintr-o populatie de peste 10% (1910 - populatia totala: 72.000 locuitori, din care 7566 cu limba maternă română), populatia românească ajunge până la 1992 la 82% (populatia totala: 334.000 locuitori). 
În anii care au urmat unirii s-a avut în vedere asigurarea unui cadru economico-financiar, administrativ și legislativ comun întregii Românii, majoritatea locuitorilor germani, maghiari, sârbi integrându-se în structurile sistemului social-politic românesc.

### Timișoara interbelică

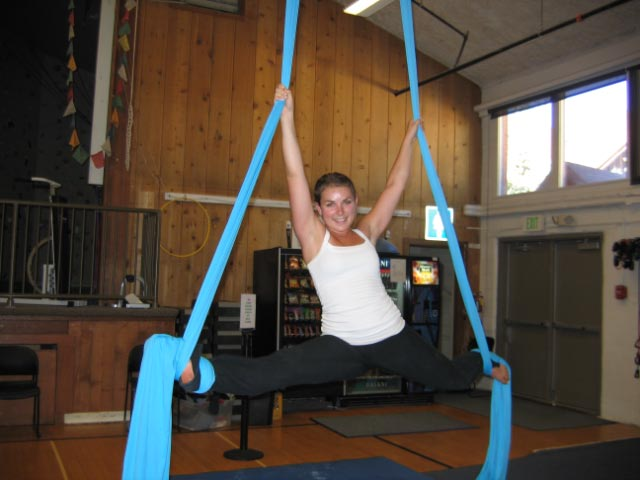
Imagine de epocă din cartierul Fabric, centru al meșteșugarilor timișoreni

Perioada interbelică a însemnat pentru Timișoara o etapă de remarcabil progres economic, edilitar, cultural, spiritual. Integrată în România Mare, aflată pe coordonatele unui regim politic democratic, Timișoara se impune ca un centru urban modern, cu o viață publică complexă și dinamică, în care buna-nțelegere etnică și confesională, s-a asociat cu un spirit creator, cu un interes mereu sporit pentru cultură și valorile civilizației europene. Datorită respectării libertăților cetățenești, înscrisă în Constituția din anul 1923, Timișoara s-a definit în societatea românească ca un model de conviețuire a locuitorilor, ca un exemplu de participare nediscriminatorie și efectivă a oamenilor la activitățile orașului. Se menține și se accentuează spiritul de ordine, bazat pe muncă și moralitate, pe disciplină și respect reciproc, grăbind integrarea deplină în structurile regimului social-politic românesc. În peisajul economic apar zeci de întreprinderi industriale, unități comerciale, bancare etc. Zeci de instituții școlare cu limbile de predare română, maghiară, germană, sârbă, ebraică asigură instruirea, fără opreliști, a tinerei generații. Zeci de asociații culturale și confesionale fac posibilă manifestarea nestânjenită a tradițiilor naționale și dezvoltă un model de civilizație europeană modernă. 
Anii interbelici au fost marcați de multiple împliniri pentru locuitorii orașului. La 15 noiembrie 1920 Timișoara devine Centru universitar, prin Decretul semnat de Regele Ferdinand I, întemeindu-se Universitatea Școala Politehnică. În 11 - 13 noiembrie 1923 timișorenii fac o primire sărbătorească Regelui Ferdinand I, Reginei Maria, primului ministru I.C.Brătianu. În octombrie 1925 Timișoara găzduiește cea mai mare Expoziție zootehnică organizată până atunci de Regatul României. Prezentă la eveniment, familia Regală pune acum și piatra de fundament a Bisericii Ortodoxe Române din Mehala. 
Populația orașului se manifestă plenar pentru apărarea integrității statului național român, a valorilor și instituțiilor democratice. Au fost organizate impresionante adunări populare pentru condamnarea intențiilor revizioniste. În 16 decembrie 1934 s-a desfășurat adunarea inițiată de Liga antirevizionistă din România. Participă zeci de mii de locuitori. Mulțimea depune jurământ solemn că "se leagă în fața lui Dumnezeu să apere cu orice sacrificiu fruntăriile României întregite". O semnificație aparte are marea întrunire antifascistă din 24 mai 1936. Și acum participă zeci de mii de oameni. În 4 octombrie 1936 s-a desfășurat altă adunare populară antirevizionistă. Potrivit relatărilor vremii, au fost prezenți 40.000-50.000 de oameni, alături de Iuliu Maniu, Ion Mihalache, N. Lupu, Sever Bocu, Mihai Popovici, etc. Se aprobă acum o Moțiune prin care se proclama "voința neclintită pentru păstrarea și apărarea în orice fel de hotarelor de azi ale României, statornicite pentru vecie potrivit poruncilor Dreptății". Populația orașului a contribuit în anii 1938 – 1940 cu mari sume de bani pentru dotarea corespunzătoare a Armatei Române și fortificarea graniței de vest. 
O preocupare importantă s-a orientat spre afirmarea Timișoarei în plan cultural și spiritual. În 18 ianuarie 1922, din inițiativa Primăriei orașului, elita intelectuală pune bazele Comitetului Artistic Regional, care va milita pentru afirmarea valorilor culturale ale Banatului. O contribuție majoră are Sfatul Parlamentarilor Bănățeni, constituit cu scopul să susțină construirea Catedralei Ortodoxe Române în Timișoara; înființarea Asociației Culturale a Banatului, înființarea Universității de Vest, a Academiei de Agricultură, reconstituirea Mitropoliei Banatului, etc. Stăruințele, mereu repetate, ale locuitorilor orașului s-au materializat în valoroase și semnificative acte culturale. 
În 21 noiembrie 1934, mii de oameni au luat parte la dezvelirea bustului luptătorului național Vicențiu Babeș, monument așezat în Parcul Central al orașului. În 13 septembrie 1936 s-a dezvelit bustul lui Alexandru Mocioni, una dintre cele mai importante personalități ale Banatului. Monumentul a fost înlăturat mai târziu de autoritățile comuniste. La 20 decembrie 1936, în cadrul unei ceremonii solemne, în prezența a zeci de mii de oameni și a președintelui Senatului, Alexandru Lapedatu, episcopul Andrei Mager sfințește piatra fundamentală a Catedralei Ortodoxe (Mitropolitane) Române. A fost un moment de emoționantă sărbătoare pentru populația orașului. Peste doi ani, la 28 august 1938, episcopul Andrei Mager a sfințit, în prezența unei mari mulțumi, cele șapte clopote ale Catedralei , simbolizând cele șapte taine ale Legii celei Noi. Tot atunci sfințește și crucile care vor împodobi turlele Catedralei, simbolizând îngerii păzitori și ocrotitori ai Comunității timișorene.
Pe data de 1.06.1936, la cererea profesorului Augustin Coman - primarul orașului și doctor Nicolae Table – secretar general, s-a cerut Comandamentului Pompierilor Militari înlocuirea pompierilor comunali cu pompieri militari și ia ființă Compania de Pompieri Militari Timișoara cu un efectiv de: 1 căpitan, 2 ofițeri subalterni, 8 subofițeri și 80 soldați. Compania a luat în folosință cazărmile, mașinile și uneltele, care aparțineau primăriei și fuseseră folosite până atunci de pompierii primăriei.   
Strădanii importante, rămase însă neîmplinite, în perioada interbelică, au fost depuse pentru construirea Palatului Cultural, înființarea Postului de Radio Timișoara, înființarea Universității de Vest, a Academiei de Agricultură.

### Al Doilea Război Mondial
Progresul general al municipiului Timișoara și prosperitatea înregistrată de o parte importantă a populației în perioada interbelică vor fi simțitor afectate în timpul celei de-al Doilea Război Mondial. Anul 1940, cu gravele pierderi teritoriale suferite de România, provoacă în rândul românilor timișoreni profunde nemulțumiri și permanentă contestare a nedreptăților impuse țării. La 3 septembrie 1940, o mare demonstrație populară organizată în centrul orașului, întrunește peste 10.000 de oameni care protestează împotriva Dictatului de la Viena.
Intrarea României în război în iunie 1941 aduce asupra populației orașului o serie de neajunsuri. Mii de bărbați au fost mobilizați și trimiși pe front; sute de familii sunt îndoliate; o serie de întreprinderi sunt obligate să-și orienteze producția spre cerințele războiului; numeroase fabrici întâmpină mari dificultăți în obținerea materiei prime. Deși Timișoara nu s-a confruntat cu lipsuri majore la produsele de consum, iar populația a fost aprovizionată ritmic cu produse alimentare, cerințele războiului au obligat Primăria să adopte măsuri de raționalizare a consumului. 
Atât pe timp de pace cât și pe timp de război pompierii militari au fost la datorie. În data de 16.08.1943 în timp cei doi pompieri (cpt. Antonie L. Ioan – comandantul Companiei de Pompieri Timișoara și frt. Potra Gavril) se deplasau la intervenție, prin Piața Romanilor din Timișoara au murit, când datorită bombardamentelor, autospeciala s-a răsturnat provocând rănirea și ulterior decesul acestora. Mărturie pentru cei doi eroi căzuți la datorie pe timpul războiului este troița ridicată, care sa află în fața unității județene de pompieri.
În iunie 1944 războiul se răspândește pâna la Timișoara. În noaptea de 16/17 iunie are loc primul bombardament efectuat de Aliați asupra orașului. Au fost aruncate atunci doar bombe incendiare. Locuitorii, instruiți din timp, s-au refugiat în adăposturi, suferind pierderi minime. În zilele următoare, bombardamentele se repetă cu intensitate sporită; se aruncă bombe incendiare și explozive, fiind provocate pierderi materiale și umane. Bombardamentul din 3 iulie a fost cel mai violent și devastator. În valuri succesive, bombardierele aruncă sute de bombe asupra orașului. Centrul municipiului, Gara de Nord, Mehala, Iosefin sunt puternic lovite, provocând sute de morți și răniți și mari distrugeri. După 3 iulie atacurile continuă dar de mică intensitate. În noapte de 30/31 octombrie 1944, Timișoara este lovită de aviația germană, fiind distruse 188 de imobile particulare și uciși 10 de oameni. Sute de imobile au fost distruse și peste 4.000 de locuitori au fost sinistrați în urma bombardamentelor din vara și toamna anului 1944. 
După lovitură de stat din 23 august 1944, Timișoara trece prin alte momente dificile. Ca nod feroviar și rutier, cu potențial industrial însemnat, orașul avea valoare strategică pentru forțele militare hitleriste. În 26 august 1944, personalul Comandamentului german din Timișoara luat prin surprindere de ostașii români, s-a predat fără să opună rezistență. Însă, începând cu 11 septembrie 1944, timp de o săptămână, unitățile hitleriste și cele maghiare declanșează acțiuni ofensive repetate pentru a se apropia și ocupa Timișoara, apărată de Divizia 9 Cavalerie Română. Cu mari pierderi în tehnică și oameni, se apropie de periferiile orașului. În 16 septembrie, tancurile germane intră în Chișoda, Giroc, Ronaț, Mehala, Freidorf, Fratelia. Un cerc de foc se strânge în jurul Timișoarei. O parte din populație se refugiază spre Lugoj. Apărătorii români rezistă, resping asalturile inamice cu sacrificiul a 352 de ostași și ofițeri. Timișoara nu a putut fi cucerită. Luptele au continuat și în zilele următoare, dar bătălia pentru Timișoara a fost câștigată definitiv de Armata Română. Cu septembrie 1944 și intrarea trupelor sovietice în oraș, cursul istoriei Timișoarei va lua un alt drum timp de patru decenii și jumătate.

## Timișoara sub regimul comunist

### Timișoara în timpul ocupației militare sovietice
După terminarea războiului, Timișoara intră sub ocupație sovietică pentru aproape 14 ani (1944 - 1958). Unitățile militare sovietice se instalează în cazărmi și în cele mai spațioase imobile. Sunt ani marcați de mari lipsuri materiale, de terorizarea fizică și psihică a populației, de umilire și frică, de anulare a drepturilor cetățenești. Încă din toamna anului 1944 se impune orașului un statut de ocupație militară. Deși Guvernul României a precizat clar (29 septembrie 1944) raporturile dintre populație și unitățile sovietice, în realitate militarii sovietici au pătruns de nenumărate ori în casele locuitorilor și în magazine particulare și sub amenințarea armei, au luat importante bunuri materiale. 
Ca oraș la granița de vest a țării, cu o numeroasă populație de origine etnică germană, ca oraș bine cunoscut prin tradiția democratică, Timișoara va suporta din plin metodele „puterii roșii” și consecințele ocupației sovietice. Începând cu 28 septembrie 1944 s-a trecut la confiscarea întreprinderilor, magazinelor, autovehiculelor, bunurilor aparținând locuitorilor germani din Timișoara. A urmat deportarea femeilor și bărbaților de origine etnică germană în lagărele de muncă din URSS. În locuințele acestora se instalează ofițeri sovietici. În 29 decembrie 1944 s-a înființat Comisia pentru purificarea administrației municipale și a unor întreprinderi timișorene. Se declanșează de acum un val de epurări, arestări și o violentă propagandă de "demascare" a celor cunoscuți pentru convingerile lor democratice, propagandă care devine o preocupare zilnică a celor care considerau "marele prieten de la răsărit" ca salvator al României. Prin Decretul Lege 1640/1945 numeroși timișoreni (bărbați între 17-45 de ani, femei între 17-30 de ani) au fost ridicați și deportați în lagăre de muncă, iar în întreprinderile industriale și comerciale sunt numiți administratori de supraveghere. Profesori universitari, medici, ingineri, avocați, artiști, tehnicieni, muncitori, funcționari, precum legionari și membri ai partidelor liberal și național-țărănesc, sunt trecuți pe liste cu "dușmani ai clasei muncitoare" și persecutați.
Perioada 1948 - 1958, până la plecarea trupelor sovietice din țară, s-a identificat cu procesul de sovietizare, cu aplicarea metodelor staliniste și cu terorizarea brutală a mii de locuitori ai Timișoarei. Au fost ani de umilințe suspiciune și teamă, de enormă încordare și tensiune psihică. În plus s-au adăugat drastice măsuri de restrictionare a bunurilor de consum, motivate de cerința trimiterii lor în URSS, potrivit Convenției de Armistițiu.

## Revoluția din 1989
Anul 1989 a dus la căderea sistemului totalitar comunist în întreaga Europă. Spre sfârșitul anului, îndeosebi în vestul României, populația aflase, de la posturile de televiziune externe (maghiare, iugoslave) și emisiunile în limba română de la Radio Europa Liberă și Vocea Americii, de schimbările din Europa. Așa a fost posibil ca un eveniment aparent banal (evacuarea arbitrară a pastorului timișorean al Bisericii reformate László Tőkés fixată pentru data de 15 decembrie 1989) să devină pretext pentru o revoltă populară în Timișoara, transformată apoi, prin radicalizare, în revoluție.
În 15 decembrie s-au adunat în fața casei parohiale mai mulți enoriași care doreau să împiedice evacuarea pastorului. Fiind o zonă extrem de circulată, aproape de centrul orașului, mulți locuitori ai orașului se opreau pentru a afla ce se întâmplă; ei au îngroșat, astfel, inițial involuntar, numărul celor adunați.
În data de 16 decembrie, numărul celor adunați crescuse la circa 400 de persoane, majoritatea nemaifiind enoriași reformați, ci cetățeni ai Timișoarei, de diferite etnii și confesiuni. Prin blocarea circulației în zonă, situația s-a radicalizat. După-amiaza se strigă pentru prima dată "Jos Ceaușescu!”. A fost de ajuns această scânteie pentru a se declanșa revolta; în strigăte de “Jos Ceaușescu!” și “Jos comunismul!”, demonstranții s-au deplasat în diverse puncte ale Timișoarei pentru a chema oamenii la revoltă. Au fost trimise trupe de Armată, Miliție, Securitate pentru a dispersa mulțimea; demonstranții au fost bătuți și arestați în aceeași noapte și în dimineața următoare. Au fost arestați 930 de persoane, dintre care 130 minori.
În după-amiaza de 17 decembrie, mulțimea s-a adunat din nou în centrul orașului. Informat că revolta nu a putut fi înfrântă, Nicolae Ceaușescu a dat ordin să se deschidă foc împotriva manifestanților iar ordinul a fost dus la îndeplinire, căzând primii martiri ai Revoluției din Timișoara.
În 18 decembrie, în fața Catedralei, s-au adunat mai mulți tineri și copii care au început să cânte colinde și să strige lozinci anticomuniste. În noaptea de 18/19, cu complicitatea conducerii Spitalului Județean, autoritățile au sustras o parte din cadavrele eroilor din morga spitalului, transportându-le la București, unde au fost arse la un crematoriu. Alte cadavre au fost îngropate pe ascuns într-o groapă comună; pentru a se șterge toate urmele, documentația referitoare la aceste cadavre a fost distrusă. În zilele următoare, rezistența nu a încetat; în 19 decembrie, muncitorii de la Întreprinderea ELBA au intrat în grevă, iar în 20 decembrie a izbucnit greva generală în toate fabricile timișorene. Mulți oameni s-au adunat prin data de 19 decembrie 1989 și 20 decembrie 1989 cu flori in mână strigând "Noi venim cu o floare , nu cu bâte și topoare".
Liderii revoluționarilor timișoreni au prezentat autorităților comuniste o listă cu cereri din partea populației, listă ce va deveni un real program revoluționar; în aceeași zi de 20 decembrie 1989, Timișoara a fost declarat primul oraș liber al României de către reprezentații Frontului Democratic Român, prima formațiune politică democratică înființată în Timișoara. Protestul s-a extins apoi în capitală și în restul țării, ducând la căderea regimului comunist.

## Evoluția populației
Timișoara - evoluția demografică

050.000100.000150.000200.000250.000300.000350.00017871890193019662002populațiePopulația istorică din Timișoara
Date: Recensăminte sau birourile de statistică - grafică realizată de Wikipedia

Evoluția populației Timișoarei a fost influențată de diversele evenimente istorice prin care orașul a trecut. Se estimează că la venirea austriecilor cetatea număra circa 5.000 de suflete. Aceasta a crescut în mod firesc odată cu dezvoltarea sub austrieci, colonizări și încorporarea "orașelor" înconjurătoare. Totuși au existat regrese sporadice datorate epidemiilor de ciumă și a războaielor. Cea mai puternică creștere s-a înregistrat însă după instaurarea regimului comunist și sistematizarea orașului. Astfel s-au produs masive migrații de oameni din mediul rural și din alte regiuni ale țării, în noile cartiere de blocuri, fenomen întâlnit în toate marile orașe din țară. În 1990 populația a ajuns la un maxim istoric de peste 350 mii de locuitori, după care a continuat cu un trend negativ care continuă și în prezent. Totuși, ultimele cifre oficiale nu iau în calcul populația care trăiește aici fără documente, astfel că în ultimii ani se speculează o netă inversiune de trend.